# Сунаката
Сунаката (каз. Сунақата) — Сыгнак, село в Жанакорганском районе Кызылординской области Казахстана.  Один из старейших населённых пунктов Кызылодинской обл. Административный центр Сунакатинского сельского округа. Код КАТО — 434059100.

## Население
В 1999 году население села составляло 1882 человека (964 мужчины и 918 женщин). По данным переписи 2009 года, в селе проживало 1799 человек (909 мужчин и 890 женщин)известен с X века .

## Достопримечательности
В 2 км северо-западнее села развалины древнего городища Сыгнак.